# Thaon-les-Vosges
Thaon-les-Vosges is een voormalige Franse gemeente in het departement Vosges in de regio Grand Est en maakt deel uit van het arrondissement Épinal. De plaats telde 7.553 inwoners op 1 januari 2018.

## Geschiedenis
In de 19e eeuw kende de bevolking een sterke groei door de komst van industrie en werden er arbeiderswijken gebouwd. Na 1871 vestigden vluchtelingen uit Elzas, vaak geschoolde arbeiders, zich in de gemeente. Voor hen werd een protestantse kerk gebouwd.
In maart 2015 werd het kanton Châtel-sur-Moselle, waar de gemeente onderdeel van uitmaakte, opgeheven en werd ze opgenomen in het nieuwgevormde kanton Golbey. 
Op 1 januari 2016 fuseerde de gemeente met Girmont en Oncourt tot de 'commune nouvelle' Capavenir Vosges, die op 1 januari 2022 werd hernoemd naar Thaon-les-Vosges.

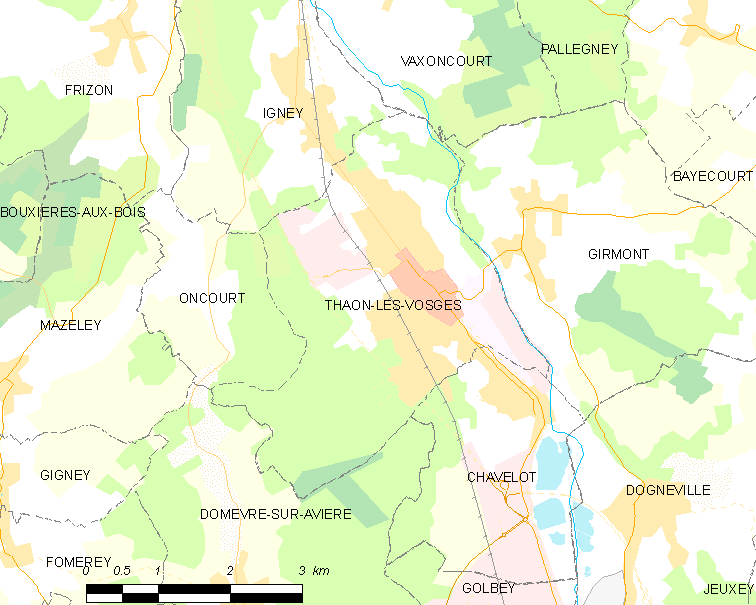
De voormalige gemeente en de beide fusiepartners

## Demografie
Onderstaande figuur toont het verloop van het inwonertal.
Girmont · Oncourt · Thaon-les-Vosges